# International Congress of Genetics
L'International Congress of Genetics (congresso o convegno internazionale di genetica in italiano) è un convegno scientifico sulla genetica che si tiene ogni cinque anni a partire dal 1899. È organizzato dalla International Genetics Federation.

## Storia
Il convegno si tenne per la prima volta a Londra nel 1899 sotto lo stimolo di William Bateson. Durante la terza edizione, lo stesso William Bateson, diventato presidente della conferenza, usò per la prima volta la parola "genetica" in un contesto pubblico, coniando così il termine. Il nome ufficiale del convegno fu "Conference" fino al 1927, anno in cui venne mutato in "Congress". Il VII convegno si sarebbe dovuto tenere in Unione Sovietica nel 1937, ma per ragioni politiche si dovette organizzarlo a Edimburgo, con due anni di ritardo. Dopo una pausa di nove anni dovuta alla guerra l'organizzazione del congresso riprese senza interruzioni. Il prossimo appuntamento, il XXI congresso, è fissato per il 2013 a Singapore.

### Cronologia
| Anno | Sede        | Presidente           | Segretario generale  |
| 1899 | Londra      | J.J. Trevor Lawrence | W.Wilks              |
| 1902 | New York    | James Wood           | Leonard Barron       |
| 1906 | Londra      | William Bateson      | W. Wilks             |
| 1911 | Parigi      | Ives Delage          | Philippe de Vilmorin |
| 1927 | Berlino     | Erwin Baur           | Hans Nachtsheim      |
| 1932 | Ithaca      | Thomas Hunt Morgan   | R. A. Emerson        |
| 1939 | Edimburgo   | F. A. E. Crew        |                      |
| 1948 | Stoccolma   | H. J. Muller         | G. Dahlberg          |
| 1953 | Bellagio    | R. B. Goldschmidt    | G. Montalenti        |
| 1958 | Montréal    | Sewall Wright        | J. W. Boyes          |
| 1963 | L'Aia       | Ernst Hadorn         | C. L. Rümke          |
| 1968 | Tokyo       | Hitoshi Kihara       | Yataro Tazima        |
| 1973 | Berkeley    | Curt Stern           | Spencer W. Brown     |
| 1978 | Mosca       | N. V. Tsitsin        | D. K. Belyaev        |
| 1983 | Nuova Delhi | M. S. Swaminathan    | V. L. Chopra         |
| 1988 | Toronto     | Robert H. Haynes     | David B. Walden      |
| 1993 | Birmingham  | Ralph Riley          | Derek Smith          |
| 1998 | Pechino     | C. C. Tan            | Shouyi Chen          |
| 2003 | Melbourne   | Jim Peacock          | Philip Batterham     |
| 2008 | Berlino     | Rudi Balling         | Alfred Nordheim      |

## Scopo
Gli obiettivi dichiarati dell'International Congress of Genetics sono fare il punto della situazione sui progressi nel campo della genetica, promuovere i migliori lavori contemporanei e anticipare i possibili sviluppi nella disciplina.